# František Šonka
František Šonka (* 15. července 1934 Sudoměřice u Bechyně) je odborníkem na chov drůbeže, mezinárodní posuzovatel psů, také soudní znalec a chovatel psů a drůbeže. Stál při zrodu Země živitelky v Českých Budějovicích. Je pravidelným hostem v odborných debatách, pořadech TV i v rozhlase.

## Život
František Šonka pochází z jihočeské vesnice Sudoměřice u Bechyně.
František Šonka byl ženat s Vlastou Šonkovou a mají spolu dvě děti, Jitku a Jiřího. Jiří Šonka působí v současné době na původním rodinném gruntu v Sudoměřicích u Bechyně na Farmě u lesa.
František Šonka vystudoval Jihočeskou univerzitu v oboru zootechnika se specializací drobné zvířectvo, absolvoval povinnou vojenskou službu a stal se učitelem na střední škole.
Odborné veřejnosti je znám především díky importu plemen do České republiky. Je také zakladatelem Klubu chovatelů maransek ČR.